# Indian Harbour Beach
Indian Harbour Beach é uma cidade localizada no estado americano da Flórida, no condado de Brevard. Foi incorporada em 1955.

## Geografia
De acordo com o United States Census Bureau, a cidade tem uma área de 7 km², onde 5,5 km² estão cobertos por terra e 1,5 km² por água.

### Localidades na vizinhança
O diagrama seguinte representa as localidades num raio de 16 km ao redor de Indian Harbour Beach.

## Demografia
Segundo o censo nacional de 2010, a sua população é de 8 225 habitantes e sua densidade populacional é de 1 498 hab/km². Possui 4 899 residências, que resulta em uma densidade de 892,22 residências/km².